# Lars Donath
Lars Donath (* 1980) ist ein deutscher Sportwissenschaftler und Hochschullehrer.

## Leben
Der in Thüringen geborene Donath studierte ab dem Jahr 2000 Sportwissenschaft an der Friedrich-Schiller-Universität Jena. Sein Diplom-Studium mit den Schwerpunkten Prävention und Rehabilitation schloss er 2006 ab. Während seines Studiums legte er 2003 und 2004 einen Auslandsaufenthalt an einer orthopädischen Rehaeinreichtung in Katar ein. 2011 wurde an der Uni Jena seine Doktorarbeit zum Thema „Besonderheiten der aeroben Trainingsintensitätsfestlegung und ventilatorischen Effizienz bei Major Depression basierend auf kardiopulmonaler Leistungsdiagnostik“ angenommen.
Von 2011 bis 2015 war Lars Donath unter Professor Lukas Zahner am Departement für Sport, Bewegung und Gesundheit der Universität Basel als wissenschaftlicher Mitarbeiter tätig. 2015 und 2016 war er als Gastprofessor im Bereich Gesundheit und Leistung an der Northern Michigan University in den Vereinigten Staaten tätig, ehe er bis 2017 erneut an der Uni Basel arbeitete.
Im Oktober 2017 trat Donath am Institut für Trainingswissenschaft und Sportinformatik der Deutschen Sporthochschule Köln (DSHS) eine Professorenstelle an und übernahm die Leitung der Abteilung Trainingswissenschaftliche Interventionsforschung. Im März 2022 wurde er ins Amt des Sprechers der Sektion Trainingswissenschaft der Deutschen Vereinigung für Sportwissenschaft gewählt.
Donaths Forschungsschwerpunkt liegt in der Untersuchung der Wirkungsweise von Bewegung und Sport auf den Körper und in der Fragestellung, wie sportliche Betätigung Krankheitsverläufe beeinflussen kann und ob diese als Medikament dienen kann. Weitere Felder seiner sportwissenschaftlichen Arbeit sind unter anderem der Alterssport, Bewegung im Kindesalter, gesundheitsorientierter Freizeitsport und Aspekte der Rudertechnik im Behindertensport.